# Parerga y paralipómena
Parerga y paralipómena. Escritos filosóficos menores (Parerga und Paralipomena. Kleine philosophische Schriften, en el original alemán) es el título de la última obra que escribió el filósofo alemán Arthur Schopenhauer (1788-1860). Fue publicada por primera vez a finales de 1851, convirtiéndose, en poco tiempo, en el primer libro de su autor que tuvo auténtica repercusión, lo que hizo de Schopenhauer el filósofo de moda, otorgándole la fama que durante la mayor parte de su vida le había sido esquiva.
El biógrafo de Schopenhauer, Rüdiger Safranski, presenta la obra de este modo:

En 1850 [Schopenhauer] concluye los Parerga y Paralipomena, obra en la que ha trabajado durante los últimos seis años. Se trata de "escritos secundarios" y "cosas pendientes", o, como él mismo dice, "pensamientos dispersos, aunque sistemáticamente ordenados, sobre diversos temas". Entre ellos se encuentran los aforismos llamados: Aforismos sobre la sabiduría del vivir, que tan famosos llegarían a ser después.

En su presentación de la edición separada del tercer opúsculo del primer tomo, Sobre la filosofía universitaria, escribe Francesc Jesús Hernàndez i Dobón:

Esta crítica mordaz ["Sobre la filosofía universitaria"] y los "Aforismos sobre la sabiduría de la vida" fueron (...) los pasajes de su libro que más influyeron en la difusión y popularidad que alcanzó entonces la filosofía de Schopenhauer, que se extendió pronto más allá de las fronteras germanas.

Una edición ampliada apareció en 1862, póstumamente, preparada por Julius Frauenstädt, discípulo de Schopenhauer. Todas las ediciones modernas se basan en ésta, aunque en algunos casos con ampliaciones menores adicionales.
El título del libro hace referencia, mediante dos palabras griegas, a la clase de materiales que contiene: en efecto, el primer volumen recoge seis «obras accesorias» (Nebenarbeiten) u opúsculos, los Parerga, mientras que el segundo reúne, distribuidos en 32 capítulos, los Paralipomena, palabra que viene a traducirse como «suplementos» o «apéndices». Algunos editores subrayan expresamente esta división.

## Objetivos de la obra y circunstancias de su publicación

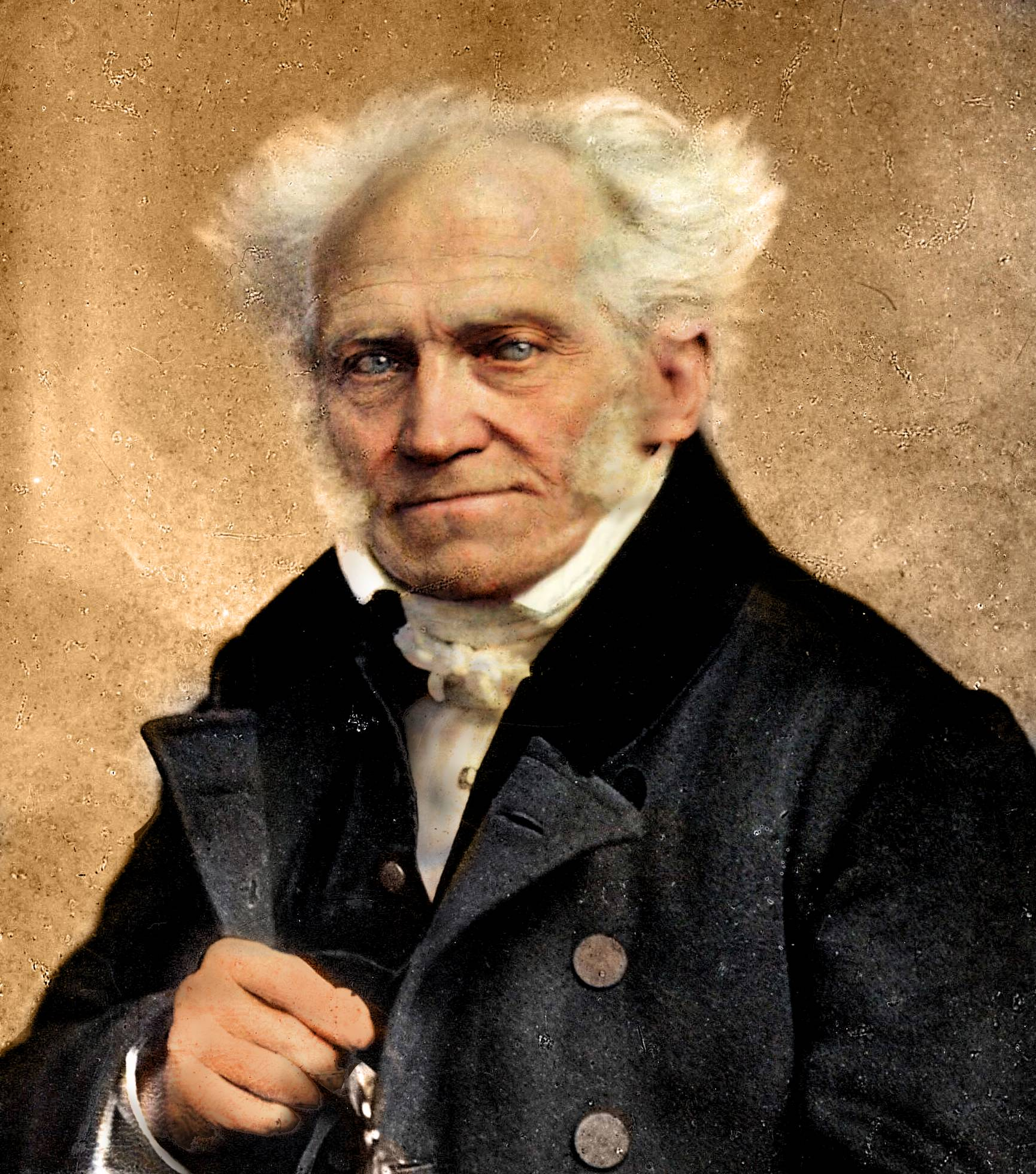
Fotografía coloreada de Schopenhauer, realizada en 1859 por Johann Schäfer.

A pesar del fracaso editorial y académico de todas sus obras anteriores, Schopenhauer nunca dejó de creer en el futuro reconocimiento al que su obra estaba destinada. Una vez realizada la reedición de su obra capital, El mundo como voluntad y representación (1844, con un segundo tomo adicional de «Complementos»), así como la reedición de la obra que supuso la «introducción» a su sistema: Sobre la cuádruple raíz del principio de razón suficiente (1847; la primera edición se había realizado en 1813), y completada así la edición de sus obras doctrinales fundamentales, concibió la redacción de un libro donde reunir opúsculos que no habían tenido cabida en las citadas obras principales, escritos con un estilo más popular, que favoreciese la divulgación de su filosofía. En sus propias palabras, la obra era «más popular, sin comparación, que todo lo anterior» y presentaba su «filosofía para el mundo».
Schopenhauer escribió a su antiguo editor, Brockhaus, el 26 de julio de 1850 ofreciéndole la obra con vistas a su publicación. Brockhaus, escarmentado por los fracasos de las dos ediciones de Die Welt als Wille und Vorstellung (1819 y 1844), rechazó la propuesta. Después de que otras editoriales hicieran lo mismo, el «apóstol» de Schopenhauer, Julius Frauenstädt, halló una librería berlinesa, A.W. Hayn, dispuesta a publicar los dos gruesos tomos del libro, que finalmente se publicó en noviembre de 1851.
Tras la muerte del filósofo, la misma editorial publicó en 1862 la segunda edición de Parerga und Paralipomena, preparada por J. Frauenstädt, con el subtítulo «segunda edición, mejorada y aumentada a partir del legado manuscrito del autor».

## Contenido: Tomo I

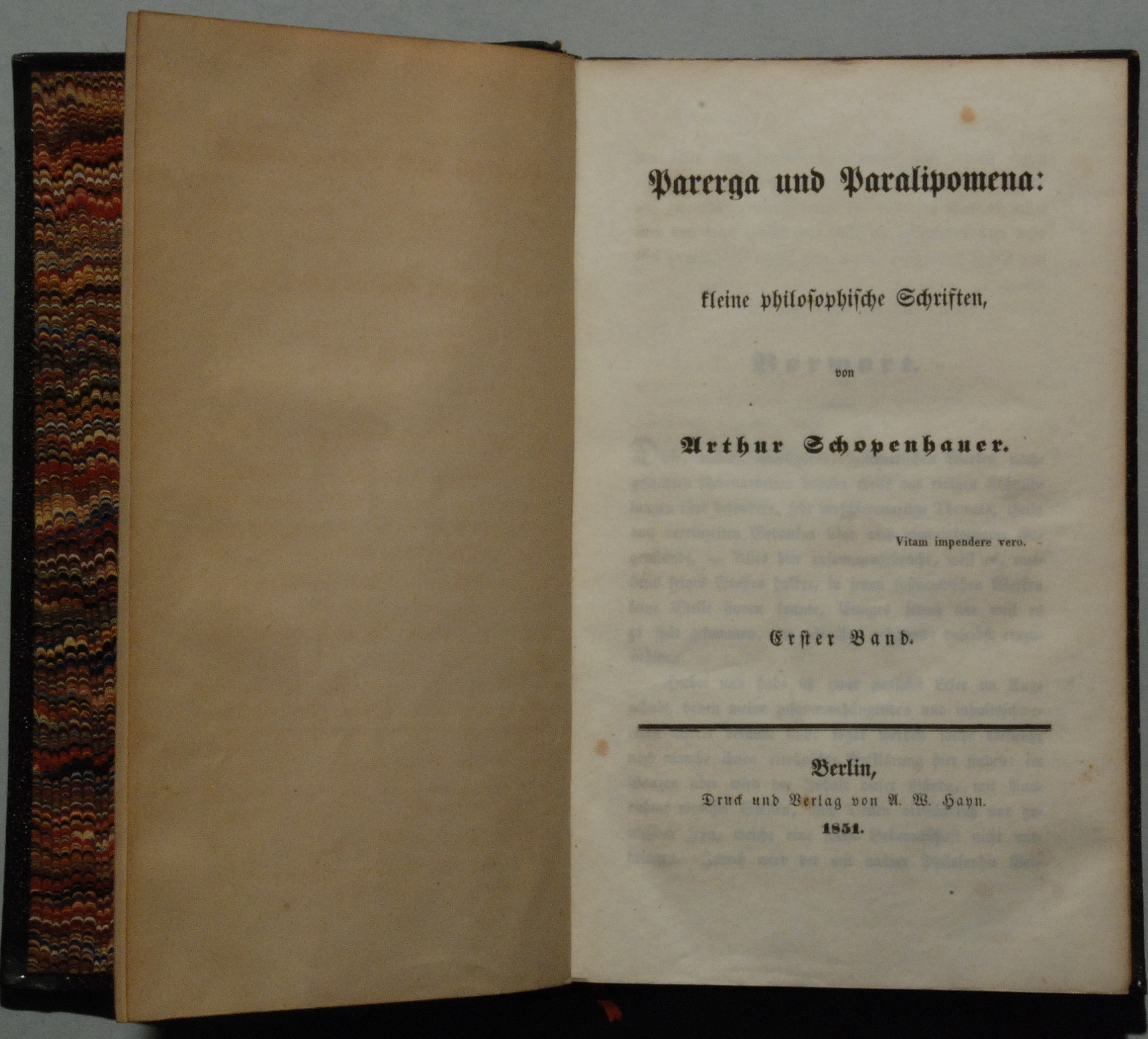
Primera edición de Parerga y Paralipómena

El primer tomo, además de un breve «Prólogo» general a la obra, fechado en diciembre de 1850, consiste en seis opúsculos independientes entre sí (sin numerar), en el siguiente orden:   «Esbozo de una historia de la doctrina de lo ideal y lo real», «Fragmentos para la historia de la filosofía», «Sobre la filosofía de universidad», «Especulación trascendente sobre la aparente intencionalidad en el destino del individuo», «Ensayo sobre la visión de espíritus y lo que con ella se relaciona» y «Aforismos sobre la sabiduría de la vida».
El lema del libro es una cita clásica de Juvenal: Vitam impendere vero («dedicar la vida a la verdad», Sátiras, IV, 91).
El «Prólogo» (Vorwort) describe muy brevemente la naturaleza del libro, consistente en «algunos tratados sobre temas particulares, muy heterogéneos» y «pensamientos sueltos sobre objetos aún más diversos» que no tenían cabida en las «obras sistemáticas más importantes», y la clase de lectores a los que se dirige: ante todo, el libro ha de aportar un complemento a aquellos que ya conocen las obras previas del filósofo, pero también será accesible a quienes no están familiarizados con ellas.

### «Esbozo de una historia de la doctrina de lo ideal y lo real»
En el primer opúsculo de los Parerga («Skizze einer Geschichte der Lehre vom Idealen und Realen»), Schopenhauer expone su visión de la historia del problema de la «cosa en sí » de Kant en la filosofía moderna, remontándolo a la duda sobre la realidad del mundo externo planteada por Descartes, «padre de la filosofía moderna». El problema, según Schopenhauer, consiste en

la cuestión de qué es objetivo en nuestro conocimiento y qué es subjetivo en él; por tanto, la de qué se ha de atribuir en él a posibles cosas diferentes de nosotros y qué se ha de atribuir a nosotros mismos. En nuestra cabeza, en efecto, surgen imágenes, no por ocasión interna –procedentes acaso del arbitrio o de la asociación de ideas–; por consiguiente, [surgen] por ocasión externa. Tan sólo estas imágenes son lo inmediatamente conocido para nosotros, lo dado. ¿Qué relación pueden tener con cosas que existan completamente separadas e independientemente de nosotros y que de alguna manera vengan a ser causa de estas imágenes? ¿Tenemos certeza de que, sencillamente, existan tales cosas? Y, en ese caso, ¿nos dan las imágenes también información sobre su constitución?.

Recuperando una terminología empleada con anterioridad por Schelling, Schopenhauer designa como «lo real» esas presuntas cosas independientes de nuestro modo de conocimiento, mientras que lo «ideal» son las cosas tal como las conocemos (representaciones, fenómenos). Conforme a esta terminología, escribe:

Éste es el problema a consecuencia del cual desde hace doscientos años el esfuerzo principal de los filósofos es separar con pureza lo ideal, es decir, lo que corresponde solamente y como tal a nuestro conocimiento, de lo real, es decir, de lo que existe independientemente de él, por medio de un nítido corte en línea recta, y de este modo establecer la relación mutua de ambos.

Planteada la cuestión, Schopenhauer pasa a exponer de forma resumida las aportaciones de diversos filósofos al problema a lo largo de los dos últimos siglos. Tras una breve referencia a posibles anticipos del mismo en la antigüedad (en concreto, remite a Plotino), comienza por Descartes, que, con su dubito, cogito, ergo sum («dudo, pienso, luego soy») subrayó «la certeza única de la conciencia subjetiva, en oposición a la [certeza] problemática de todo lo demás». Sin embargo, Descartes terminó admitiendo un acceso del conocimiento a lo real en sí, garantizado por la existencia de Dios. Con todo, aún retuvo la diferencia entre la inmediatez del conocimiento del sujeto y la mediatez del conocimiento de los objetos externos, al establecer un dualismo entre la «cosa pensante» (res cogitans) y la «cosa extensa» (res extensa).
Inicialmente fueron estas soluciones las que otros filósofos quisieron modificar: Schopenhauer presenta en primer lugar a Malebranche, con su teoría de las «causas ocasionales» y la idea de que «vemos todas las cosas inmediatamente en Dios», teorías mediante las cuales el filósofo francés explica la posibilidad de acceder a los objetos reales como tales. El sistema de la armonía preestablecida y la monadología de Leibniz surgieron, según Schopenhauer, como respuesta a las ideas de Malebranche. Leibniz establece con aquel sistema dos mundos diferentes opuestos, incapaces de obrar el uno sobre el otro, pero que marchan armónicamente porque Dios lo estableció así.
Después de criticar el «monstruoso absurdo» sentado por Leibniz, Schopenhauer presenta la solución de Spinoza, quien quiso eliminar el dualismo cartesiano afirmando que la res extensa y la res cogitans eran una única sustancia, considerada desde diferentes puntos de vista. Y, así, escribió Spinoza: ordo et connexio idearum idem est ac ordo et connexio rerum («el orden y conexión de las ideas es el mismo que el orden y conexión de las cosas»). De esta manera se garantizaría el acceso del conocimiento a lo real. Ahora bien, Schopenhauer, partiendo de los resultados de la filosofía kantiana, critica en la  solución de Spinoza el erróneo presupuesto de identificar las «cosas extensas» (los objetos de la percepción sensible) con las «cosas en sí mismas» independientes de nuestro modo de conocerlas. En efecto, la extensión no es lo opuesto a la representación, sino que cae dentro de ella; la verdadera cuestión es la de si existe algo independiente de nuestro representar.
George Berkeley, dándose cuenta de aquel error, estableció un radical idealismo, al reducir los objetos extensos a representaciones («ideas», en su terminología) y negando el supuesto (lockeano) de una «materia» incognoscible como sustrato de aquellos. Para Berkeley, todo se reduce a «espíritus» (es decir, sujetos cognoscentes y volentes) e «ideas» (esto es, representaciones en general: percepciones, conceptos, etc.). Sin embargo, de nuevo admitió la figura de Dios como garante de la coherencia de las ideas de los diferentes espíritus y causa última de las ideas en general.
Anterior a Berkeley, John Locke se aferró al «sano, pero rudo entendimiento» para sostener su postura realista. Aunque Schopenhauer rechaza los argumentos de Locke en defensa de tal postura, superada por Berkeley, aplaude la distinción que hizo entre «cualidades primarias» y «cualidades secundarias». Para Locke, las cualidades primarias de las cosas son aquellas que el pensamiento no puede eliminar: extensión, impenetrabilidad, figura, movimiento o reposo y número. Las cualidades secundarias son el producto o efecto de las cualidades primarias sobre nuestros sentidos: color, sonido, gusto, etc. y son de origen y naturaleza subjetiva, mientras que las primarias son reales.
David Hume puso en entredicho la validez de la ley de causalidad, a la que apelaba Locke para determinar lo real (causa de lo subjetivo, la representación). El escepticismo de Hume dio ocasión a las reflexiones de Immanuel Kant con las que quedaron superados los puntos de vista anteriores. Las que Locke llamaba cualidades primarias, el espacio, el tiempo, así como las categorías (causalidad, cantidad, sustancia...), precisamente por esa característica de no poder ser «eliminadas» con el pensamiento, por ser universales y necesarias, Kant las determinó como formas a priori del conocimiento, que hacen posible la experiencia en general. De este modo, también ellas eran de naturaleza y origen subjetivo. Como resultado, no conocemos en absoluto las cosas tal como son en sí mismas (sino solamente sus «fenómenos» o «manifestaciones», Erscheinungen) y lo real (la «cosa en sí») queda, para Kant, como una mera X, inaccesible.
Concluyendo la historia del problema de lo real y lo ideal, Schopenhauer se ubica a sí mismo en dicha historia como aquel filósofo que, admitiendo los resultados de la filosofía de Kant, ha sabido hallar una vía de acceso a la «cosa en sí», no, como hasta entonces se había hecho, buscándola en la representación (los objetos), sino buscándola en aquel que representa, el sujeto, en aquello que hay en él que no es, precisamente, representación: y tal es, en efecto, la voluntad.
En el «Apéndice» («Anhang») de este opúsculo, Schopenhauer despacha las doctrinas y «aportaciones» (que pone en duda como tales) de los tres filósofos postkantianos más importantes del llamado idealismo alemán, Fichte, Schelling y Hegel, a quienes no considera auténticos filósofos, sino meros sofistas, debido a la «deshonestidad» de su método filosófico, que apela a meras imposiciones, estilo ininteligible, mistificaciones, etc. En lo que concierne al problema de lo real y lo ideal, critica en primer lugar a Fichte, por haber eliminado la kantiana «cosa en sí» sin justificación, convirtiendo las representaciones en meros productos del sujeto (el Yo). La filosofía de la identidad de Schelling incurre, a pesar de la mediación de Kant, en el mismo defecto que la de Spinoza, señalado más arriba, ya que, formulada a imitación del sistema de Spinoza, identifica lo ideal y lo real entendiendo como «lo real» los objetos de la percepción externa. Schelling, por otra parte, llevó más lejos el error al pretender la reducción de la Metafísica a la Física. Con todo, Schopenhauer alaba en Schelling la «amalgama ecléctica» en que consistía su filosofía, así como sus esfuerzos en la Naturphilosophie. Hegel, imitando en parte a Schelling, desde un planteamiento similar al de éste, identificó lo real y lo ideal, esta vez con predominancia de lo segundo, consistiendo el mundo en «el automovimiento dialéctico del concepto», previa hipóstasis (en el sentido kantiano: cosificación, sustancialización) de lo ideal (esto es, lo propio de la representación) como una suerte de cosa en sí, independiente del sujeto. Durante la exposición, Schopenhauer aprovecha para lanzar algunas de sus célebres invectivas contra Hegel.

### «Fragmentos para la historia de la filosofía»
El opúsculo «Fragmente zur Geschichte der Philosophie» es, con más de un centenar de páginas, el segundo más largo del primer volumen de los Parerga y se divide en catorce parágrafos, con sus correspondientes epígrafes. De ellos, el más voluminoso es el § 13, dedicado a un nuevo examen de la filosofía de Kant (después del apéndice de El mundo como voluntad y representación y la parte consagrada a la ética kantiana en Sobre el fundamento de la moral).
En el § 1, «Sobre la misma», esto es, sobre la Historia de la filosofía, Schopenhauer expresa sus opiniones sobre el estudio de esta disciplina y su aversión hacia el empleo de los manuales, recomendando la lectura directa de los filósofos:

«Leer, en vez de las propias obras de los filósofos, exposiciones cualesquiera de sus doctrinas o, en general, historias de la filosofía es como si uno quisiera que otro le masticase la comida.»

Como alternativa a tales manuales, Schopenhauer propone meras colecciones de capítulos y pasajes principales de los filósofos. De acuerdo, pues, con esta idea, el opúsculo no pretende ser un manual de esa clase, sino una serie de reflexiones del autor con motivo del estudio de las obras originales de filósofos del pasado.
Esas reflexiones consisten, en casi todos los casos, en buscar, en las filosofías anteriores, coincidencias o anticipos de las propias doctrinas de Schopenhauer, o bien de las doctrinas de Kant. Así, por ejemplo, en el § 2 («Filosofía presocrática») menciona que los eleatas ya avanzaron una distinción entre fenómenos y noúmenos que sería próxima a la distinción kantiana (en la que se usaron los mismos términos); en el papel del odio (neikos) y el amor (filía) en Empédocles ve un cierto anticipo de su propia teoría de la voluntad ciega, al que se añade el pesimismo explícito en la obra del filósofo de Agrigento; en Pitágoras, busca anticipos de su propia metafísica de la música. De los filósofos presocráticos alaba además las numerosas anticipaciones científicas, entre otras, la de la teoría de la nebulosa protosolar (de Kant y Laplace) en Anaxímenes, Empédocles y Demócrito. En el § 3, acerca de Sócrates, Schopenhauer compara a éste con Kant, en cuanto enemigo del dogmatismo; el § 4, sobre Platón, se consagra a la crítica de éste como precursor del racionalismo y la llamada psicología racional, lo que lleva a Schopenhauer a un excurso sobre la historia de la crítica de la psychologia rationalis (de Aristóteles a Kant), pero al final alaba la noción platónica de contemplación, con la que se relaciona el Libro III de El mundo... En el parágrafo sobre Aristóteles, Schopenhauer principalmente critica los perjuicios que su sistema habría causado al desarrollo de la ciencia natural. El § 6, sobre los estoicos, aparte de una comparación del logos spermatikós (razón seminal) con la forma substantialis de los escolásticos (que Schopenhauer relaciona a su vez con las ideas platónicas), se consagra a discutir la fidelidad de las Disertaciones de Arriano con respecto a Epicteto y el estoicismo en general. De los neoplatónicos, aparte de unos juicios de estilo (más bien negativos) sobre Porfirio, Jámblico y Proclo, aplaude en Plotino la doctrina monista del hen kai pan («todo es uno») –que, según Schopenhauer, provendría de influencias hinduistas– y el latente idealismo del libro VII de la tercera Enéada. En el breve parágrafo (§ 8) sobre los gnósticos, bromea sobre la introducción de seres intermedios entre Dios y el mundo (los eones, el demiurgo, etc.) para explicar el mal y la caída, con lo cual «[los gnósticos] echan la culpa del soberano [Dios] a los ministros». De Escoto Eriúgena, así como del modelo filosófico de éste, el pseudo Dionisio Areopagita, Schopenhauer alaba la tendencia monista y el planteamiento del problema del origen del mal. El difuso parágrafo (§ 10) sobre la Escolástica define ésta sobre la base de su sumisión a las Escrituras y presenta unas breves reflexiones sobre el problema de los universales en la disputa entre realistas y nominalistas.
El examen de la filosofía moderna comienza (§ 11, «Bacon de Verulamio») con una comparación de Aristóteles y Francis Bacon, a quien Schopenhauer concede el mérito de la promoción del método inductivo y el empirismo, pero se desarrolla sobre todo en el genérico § 12, titulado «La filosofía de los modernos». Como hilo conductor de dicho examen, Schopenhauer plantea una metáfora tomada del mundo de la contabilidad: tal como en ésta los cálculos no deben dejar un «resto» o «residuo», lo mismo debe hacer la filosofía a la hora de explicar el enigma del mundo. Tal residuo fue en el sistema de Descartes el dualismo de la «cosa pensante» y la «cosa extensa», cuya interacción resultaba inexplicable; la resolución de dicho problema fue la tarea de sus sucesores: Malebranche, Leibniz, Spinoza. Aquí el fallo vino de la falta de un examen previo del origen de los conceptos y en concreto el de sustancia. La idea de la necesidad de tal examen hay que agradecérsela a Locke (que, en esto, fue seguido por Kant). Otro error fundamental de los racionalistas fue dar la primacía a la representación abstracta (los conceptos) sobre la intuitiva (percepción). De la monadología de Leibniz, también surgida de aquella concepción precrítica, dogmática, de la sustancia, Schopenhauer considera que «todo es residuo». Sin embargo, valora en Leibniz su oposición al materialismo y su tendencia al idealismo. Kant, en fin, reduce aquel concepto (trascendente) de sustancia a una mera categoría, una forma a priori del pensamiento, que no nos faculta para conocer la «cosa en sí», por lo que la esencia (Wesen) a la base de los cuerpos y las almas podría ser idéntica. Esta doctrina kantiana, escribe Schopenhauer,   

«me abrió el camino a la comprensión de que el propio cuerpo de cada uno es solamente la intuición que surge en su cerebro de su propia voluntad, relación que, entonces, extendida a todos los cuerpos, resultó en la descomposición del mundo en voluntad y representación.»

Dejando el tema de la sustancia, Schopenhauer repasa brevemente la historia del idealismo desde Descartes, que por haber partido de la inmediatez de lo subjetivo abrió una nueva época de la filosofía, si bien luego se enredó en círculos viciosos al buscar en Dios el garante de las verdades y la realidad objetiva del mundo externo; por eso solo Berkeley es el auténtico «padre del idealismo» –que es «la base de toda verdadera filosofía»–. Locke, mediante su distinción entre «cualidades primarias» y «secundarias» (que aquí Schopenhauer remonta a Demócrito), preparó el camino al idealismo crítico de Kant. Finalmente, de conformidad con aquel giro hacia la subjetividad, Schopenhauer logró determinar la oscura «cosa en sí» kantiana como la voluntad que hallamos en nuestro interior.
A este parágrafo sigue el largo § 13 mencionado antes, que contiene «Todavía algunas aclaraciones sobre la filosofía kantiana». Schopenhauer presenta el texto como «un ensayo... que trata de arrojar sobre la profundidad kantiana mi claridad». La exposición comienza presentando los «resultados negativos de la filosofía kantiana»: la vieja pretensión de la Metafísica de ser una ciencia apodíctica (es decir, de certeza absoluta) a partir de conceptos puros se probó imposible: Locke probó el origen empírico de los conceptos universales; Kant halló que algunos (las categorías) son puros, pero restringió su uso a la experiencia posible (con lo que se desautorizaba a la Metafísica como ciencia de lo que está más allá de la naturaleza). No obstante, la determinación del origen subjetivo tanto de la sensación (Locke) como de lo formal que aporta el intelecto (Kant) traía como consecuencia el carácter meramente fenoménico de la experiencia: la «cosa en sí» a la que apunta el fenómeno quedaba como incognoscible.
Tras unas aclaraciones sobre términos kantianos como la distinción entre lo «trascendental» y lo «trascendente», el idealismo trascendental, etc., sigue una nueva exposición del modo como Schopenhauer ve el proceso histórico-filosófico que llevó de Locke a Kant pasando por Hume. Contra Hume, Kant probó la aprioridad de la causalidad, a la vez que proscribió su uso trascendente: ahora bien, precisamente en este punto Kant cometió una inconsecuencia, al presentar a veces la «cosa en sí» como causa o fundamento del fenómeno, con lo que precisamente aplicaba la ley causal a lo trascendente. Así lo señaló Schulze-«Enesidemo», sin que el kantiano Reinhold supiera defender bien la doctrina de su maestro. Schopenhauer introduce aquí un excurso donde explica qué es lo que realmente para Kant remitía directamente a la «cosa en sí» —esto es, lo empírico, lo contingente, lo «dado», la «materia» (Stoff) a la que se aplican las formas intelectuales—, presenta sus propias objeciones y su solución sobre aquello que permite propiamente defender la existencia de la «cosa en sí». Después de esto, regresa a la cuestión histórica y recuerda cómo fueron las objeciones de Schulze las que dieron pie, primero, al idealismo de Fichte, en el que se eliminaba la «cosa en sí» y, previa eliminación de lo a posteriori, se reducía todo al sujeto; segundo, a la filosofía de la identidad de Schelling, que eliminó la distinción de lo ideal y lo real mezclándolo «en la papilla de la identidad absoluta»; y, finalmente, a Hegel (aquí Schopenhauer en  vez de presentar argumentos le dedica unas cuantas invectivas, así como a los alemanes, invocando para lo último a Wieland, Mozart, Beethoven y otros).
En el pasaje que sigue, Schopenhauer procede a reivindicar el valor de la dialéctica trascendental de la Crítica de la razón pura:

«A las páginas más brillantes y meritorias de la filosofía kantiana pertenece indiscutiblemente la Dialéctica trascendental, por cuyo medio de la cual levantó los cimientos de la Teología y la Psicología especulativas de tal manera que desde entonces no se ha sido capaz, ni con la mejor voluntad, de ponerlos de nuevo. ¡Qué beneficio para el espíritu humano!»

Con ocasión de este tema, Schopenhauer presenta su propia versión de la crítica a los «paralogismos» de la psicología racional (esto es, las tesis sobre la simplicidad, sustancialidad e inmortalidad del alma); luego, hace otro tanto con la crítica kantiana de la cosmología racional, aunque aquí, a diferencia de Kant, favorece en general a las «antítesis» del capítulo de las antinomias (como lo había hecho en la «Crítica de la filosofía kantiana»); y en tercer lugar, tras volver a aplaudir la crítica de Kant a la teología especulativa, expone también su propia versión de la crítica de las pruebas de la existencia de Dios (el argumento cosmológico, el ontológico y el físico-teológico). De aquí pasa Schopenhauer a protestar contra los intentos de los postkantianos de salvar la teología después de los ataques de Kant, lo que le conduce a unas reflexiones críticas sobre el origen de la religión, sobre el teísmo y el panteísmo.
El último parágrafo del opúsculo (§ 14) se consagra a «Unas observaciones sobre mi propia filosofía», donde Schopenhauer celebra la sencillez (simplex sigillum veri), la unidad y coherencia de su filosofía, que describe aquí como un «dogmatismo inmanente» (por oposición al dogmatismo trascendente combatido por Kant). También se jacta de la base inductiva de su sistema y su fidelidad al método analítico y de que siempre busca «llegar hasta el fondo» de las cosas:

«Por eso la humanidad ha aprendido de mí muchas cosas que nunca olvidará, y mis escritos no perecerán».

A esta declaración de «modestia» siguen unas reflexiones sueltas: el rechazo de una concepción teísta (o panteísta) de su concepto de la voluntad; una breve defensa del «pesimismo» que se le reprochaba a su filosofía; una discusión sobre las influencias —afirmadas por algunos— de Schelling o Fichte sobre el pensamiento fundamental de Schopenhauer; y una breve diatriba contra la «conjura de los criados» (Chamfort), que le convirtió, en sus propias palabras, en «el Kaspar Hauser de los profesores de filosofía».

### «Sobre la filosofía de universidad»
El famoso opúsculo «Über die Universitäts-Philosophie», tercero de los Parerga, es un escrito polémico contra la filosofía institucional de mediados del siglo XIX, en el que Schopenhauer presenta una feroz diatriba contra la misma. El texto, relativamente largo, no presenta subdivisiones y los argumentos se exponen de una manera, por así decir, espiral, sin un orden muy claro.
En el primer párrafo, Schopenhauer reconoce las ventajas de la enseñanza universitaria de la filosofía, así como en la educación secundaria, pues se facilita así su divulgación; no obstante, esto no sería imprescindible, pues

«los que se aman y han nacido el uno para el otro se encuentran fácilmente: las almas emparentadas se saludan ya desde lejos».

El hecho de convertir la filosofía en una profesión acarrea a la filosofía misma, como «libre investigación de la verdad», mayores perjuicios que ventajas tiene la enseñanza universitaria de dicha disciplina. En igual medida perjudica la filosofía por encargo de los gobiernos a la filosofía «por encargo de la naturaleza y la humanidad».
En efecto, para Schopenhauer, el problema fundamental de la filosofía universitaria proviene de la injerencia e intromisión del Estado —que es quien subvenciona las universidades— en las tendencias que ha de favorecer la filosofía. Y las tendencias que favorece el gobierno son las de la Iglesia y la teología oficial: de este modo, se establece de antemano la «verdad» que la filosofía ha de buscar. Este problema no se presenta con otras ciencias enseñadas en la universidad, pues solo la filosofía entra en un terreno común con la religión. Como resultado, se tiene una «filosofía de rueca», una «filosofía estatal» y hasta una «filosofía de chiste». Los profesores de filosofía se someten y se adaptan a este orden impuesto desde fuera, pues su interés principal es la manutención, el sueldo (aquí cita Schopenhauer con ironía el dicho latino clásico primum vivere deinde philosophari).
Schopenhauer menciona algunos ejemplos históricos de los efectos de tal intromisión: los gobiernos intervinieron en las antiguas disputas entre realistas y nominalistas, aristotélicos y ramistas, cartesianos y aristotélicos y, más recientemente, en castigos y advertencias a Wolff, Kant, Fichte y Hegel. Como ejemplo recentísimo, menciona (en la 2ª edición) el caso de Kuno Fischer, reprendido por enseñar el panteísmo en 1853.
Al mismo estado de cosas atribuye Schopenhauer el desplazamiento de la filosofía de Kant por la de los filósofos postkantianos. Y es que:

«la Crítica de la razón pura es, dicho con toda seriedad, la carta de despido de la que hasta entonces había sido la ancilla theologiae [sierva de la teología], que así se negó de una vez para siempre a servir a su estricta señora».

Justamente por este motivo se favoreció, según Schopenhauer, el triunfo rápido de los postkantianos, ya que éstos venían a recuperar, transformada (a veces como un panteísmo encubierto), la vieja teología racional, por mediación del concepto de lo Absoluto y con ayuda de facultades intelectuales inventadas, como una «Razón» que «intuye» ese Absoluto. De esta manera, por intereses extrafilosóficos se desplazó y olvidó la filosofía de Kant, «el más importante de todos los fenómenos filosóficos hasta ahora habidos».
En este opúsculo, Schopenhauer insiste mucho en la crítica de los postkantianos, principalmente Fichte, Schelling y Hegel, a quienes denomina «sofistas» apelando a la definición que dio Platón de los sofistas como aquellos que ganan dinero con la filosofía. Además, les reprocha la «fanfarronería» (Windbeutelei) y el deseo de causar una impresión de profundidad mediante el empleo de un lenguaje y una jerga incomprensible. Schopenhauer ataca aquí con especial dureza al «servil» Hegel, quien habría buscado el apoyo oficial no solo gracias a su «religión absoluta» sino también mediante su apología y glorificación del Estado. A él y a su escuela Schopenhauer les hace responsables, por su perniciosísima influencia, de la degradación, no solo de la filosofía, sino de la literatura alemana en general, de la recaída en el materialismo, del deterioro de la lengua alemana y aun de la moda de las barbas. Paradójicamente, lo mismo que ocasionó el éxito de la «pseudofilosofía» hegeliana fue lo que trajo su crisis y hasta su persecución, cuando se descubrió que el panteísmo latente en ella no se avenía bien con el teísmo oficial. Fue en este momento cuando se produjo el sonado episodio del retorno de Schelling (en 1841), llamado por el Estado para atacar el hegelianismo y promover la religión oficial.
Otros filósofos postkantianos a los que Schopenhauer menciona desdeñosamente son: Herbart, Schleiermacher, Jakob Salat y Fries, si bien a este último le concede el mérito de haber sido de los pocos (junto a Wilhelm Traugott Krug) que osaron criticar el sistema de Hegel. Schopenhauer observa que, mientras que los auténticos filósofos del pasado solo tarde y con dificultad obtuvieron reconocimiento, esos filósofos alemanes del siglo XIX han obtenido una rápida fama, lo que han conseguido gracias al amiguismo y corporativismo que reinan en el mundo de los profesores de filosofía. En contraste, los «auténticos filósofos» muy rara vez fueron también profesores, siendo Kant una de las escasas excepciones, que fue posible porque Kant no enseñaba su propia filosofía desde la cátedra. La enseñanza de la filosofía en la universidad es incluso un absurdo, ya que se trata de una ciencia que aún no existe, que siempre se busca; al recibir cátedras, los profesores se ven en la obligación de estar en posesión de tal ciencia. Y, además, para proteger tanto su status como los intereses a los que sirven, tienen que impedir que la auténtica filosofía los desplace. Por eso Schopenhauer habla de una «conspiración de los mediocres» contra el genio y el mérito auténtico: «éste es un obstáculo principal del progreso de la humanidad en todos los campos».
Contra esa «filosofía estatal» sometida a los imperativos de la religión oficial, escribe Schopenhauer:

«La filosofía no es ninguna iglesia ni ninguna religión. Es el pequeño lugarcito en el mundo, accesible a poquísimos, donde la siempre y en todas partes odiada y perseguida verdad debe estar por una vez libre de toda presión y coacción, celebrar por así decir sus Saturnales, que conceden libertad de expresión aun al esclavo, y donde ella debe tener incluso la prerrogativa y la última palabra, dominando ella sola absolutamente, sin admitir nada más a su lado. En efecto, el mundo entero y todo lo que hay en él está repleto de intención (Absicht), mayormente intención baja, vulgar y mala: sólo un pequeño lugar debe reconocidamente estar libre de aquella y abrirse exclusivamente a la comprensión (Einsicht), y, por cierto, a la comprensión de las más importantes y decisivas relaciones de todas: y ese lugar es la filosofía.»

Y es que una de las condiciones de la auténtica filosofía consiste, según el filósofo, en «que uno se sostenga sobre sus propias piernas y no reconozca ningún amo». Otras de esas condiciones se explican a lo largo del tratado y Schopenhauer habla de una «aristocracia natural» por la que el genio filosófico solo raras veces se presenta en la Historia. La gravedad de una manipulación de la filosofía como la descrita radica en el dominio que la filosofía ejerce sobre el espíritu de la época (Zeitgeist), constituyendo incluso el «bajo fundamental» de la Historia política.
Concluyendo, Schopenhauer propone, con cierta ironía, que en las universidades se enseñe exclusivamente Lógica (en la medida en que se trata de una ciencia segura y terminada) y una muy sucinta Historia de la filosofía como introducción a la misma: sucinta, para que no les quede a los profesores espacio para expresar sus propias opiniones y porque, como se dijo en el opúsculo anterior, a los filósofos hay que conocerlos directamente a través de sus obras.

### «Especulación trascendente sobre la aparente intencionalidad en el destino del individuo»
En el cuarto opúsculo de los Parerga, llamado «Transcendente Spekulation über die anscheinende Absichtlichkeit im Schicksale des Einzelnen», tenemos, como el título indica, una «especulación trascendente», que el autor reconoce como «una mera fantasía metafísica» que «no puede llevar a ningún resultado firme», consagrada a buscar una explicación (conjetural), desde las premisas de la filosofía del autor, a la universal creencia en el destino y la providencia, la guía sobrenatural de los acontecimientos del mundo, creencia que se halla en todos los tiempos y pueblos, y aun entre los no supersticiosos.
 

Schopenhauer observa en primer lugar que esa creencia, como toda creencia religiosa, surge menos del conocimiento que de nuestra voluntad, pues es «ante todo, hija de nuestra menesterosidad (Bedürftigkeit)». Y así, aun cuando el azar generalmente nos perjudica y nos gasta toda clase de bromas, cuando alguna vez nos favorece queremos ver en ello la mano de la providencia como algo evidentísimo, y lo extendemos incluso a esas ocasiones en que el azar nos perjudica, viendo un beneficio oculto en ello. Visto así, suponer una intención en el azar es una idea que roza la temeridad; una idea que, o es lo más absurdo del mundo, o lo más profundo imaginable.

La estricta necesidad de todo cuanto sucede es, según Schopenhauer (que en esto sigue a Kant), una verdad universal y a priori, que se podría designar como «un fatalismo demostrable». Según este autor, una confirmación a posteriori del mismo la ofrece el «hecho ya indudable» de que en el sonambulismo por magnetismo, así como a veces en el sueño común, se produce el fenómeno de la «segunda visión» (videncia), en la que se prevén acontecimientos futuros, a menudo hasta los detalles, y de tal modo que, en ocasiones, precisamente al intentar evitarlos se termina provocándolos (como se mostraba en ciertas tragedias griegas). Schopenhauer se remite para esto a obras de Bende Bendsen, Kieser y Jung Stilling. La mántica probaría, pues, la realidad de la heimarmene (destino). Pero la cuestión es que, más allá de esto, existe una intuición (Einsicht) de que esa necesidad no es ciega, sino que encubre una intención: ese sería un «fatalismo trascendente». Éste se percibe en que ciertos acontecimientos de la vida parecen llevar el sello de una necesidad moral o interna, como si hubiera un plan en ello. Schopenhauer subraya que esto es válido únicamente al nivel de los individuos (aprovechando para lanzar una tácita pulla antihegeliana): 

«No en la Historia universal, como se afirma entre los profesores de filosofía, sino en la vida del individuo hay plan y totalidad. Los pueblos existen tan sólo in abstracto: los individuos son lo real. Por eso la Historia universal carece de significación metafísica directa: propiamente es una mera configuración casual».

Esa aparente conformidad a un plan de los sucesos de la vida individual se explica en parte, para Schopenhauer, mediante su teoría del carácter innato: hay una especie de «brújula interior», un instinto guía, inconsciente. Pero falta la otra parte, la de las circunstancias, lo que viene de fuera; ver un plan también en esto se asemeja, por ejemplo, a cuando imaginamos ver rostros en las manchas de una pared. Ahora bien, también barruntamos que lo justo y provechoso para nosotros tal vez no es aquello que proyectamos y deseamos. Y así surge el «pensamiento muy trascendente» según el cual «este mundus phaenomenon [mundo fenoménico] en el que domina el azar tiene a la base por doquier y universalmente un mundus intelligibilis [mundo inteligible], el cual domina sobre el mismo azar». La naturaleza lo hace todo por el género (la especie, la idea platónica), despreciando el individuo; ahora bien, aquí se trata, no de la naturaleza (el fenómeno), sino de lo que reside más allá de ella, lo metafísico, lo cual existe entero e indiviso en cada individuo. La cuestión, pues, es si a cada carácter individual se corresponde el destino que le toca (lo sobrevenido desde fuera) o bien no hay relación alguna entre ellos.
Aunque siempre creemos ser dueños de nuestras acciones, cuando miramos retrospectivamente al camino de nuestra vida, nos sorprendemos al ver que a veces parece como si una extraña fuerza hubiese guiado nuestros pasos. Schopenhauer aduce, para mostrar lo universal de tal perspectiva, numerosas citas de clásicos: Shakespeare, Luciano, Heródoto, Goethe y el profeta Jeremías (10:23). Nuestras acciones son, según Schopenhauer, el producto necesario de dos factores: primero, el carácter, inmutable, y que solo conocemos a posteriori, y, segundo, los motivos, que provienen del exterior. «Pero el yo que juzga sobre el proceso resultante es el sujeto del conocer, ajeno a ambos como tal y mero espectador crítico de su obrar. De ahí que a veces pueda sorprenderse.» Hay, sin embargo, un factor más en aquella creencia, el cual también se ha reflejado a menudo en la literatura: que, en esa mirada retrospectiva, vemos un intenso contraste entre la casualidad física (azar) de ciertos acontecimientos y su aparente (e indemostrable) necesidad metafísico-moral. Desde este punto de vista, parece haber «un poder secreto e inexplicable», un «hilo secreto», de tal modo que se cumple el ducunt volentem fata, nolentem trahunt («los hados guían al bien dispuesto, y arrastran al que reniega»). Aun la aparente casualidad y error serían los instrumentos de la «mano invisible» del destino. Se postula aquí, pues, una unidad última de la necesidad y el azar, alcanzar un concepto claro de la cual unidad le parece a Schopenhauer imposible. Dicha unidad sería aquello que los antiguos llamaban heimarmene o fatum (destino), así como el genio o daimon que guiaba para ellos la vida del individuo, y también la providencia (pronoia) del cristianismo, conceptos que, según Schopenhauer, difieren solo por la tendencia al antropomorfismo. Schopenhauer dedica un largo pasaje a la exposición de la figura del daimon o genio conductor en la Historia, citando a Plutarco, Menandro, Platón, Porfirio, Estobeo, Horacio, Apuleyo, Jámblico, Proclo y Paracelso, entre otros.
La cuestión de la unidad de azar y necesidad se presenta de modo análogo en la teleología de la naturaleza, en la que es muy frecuente vérselas con fenómenos que en principio no obedecen a ningún plan consciente y que sin embargo parece como si lo hicieran.
Una nueva perspectiva se abre con el análisis del concepto de azar o casualidad: «casuales» son acontecimientos que coinciden en el tiempo sin que haya relación causal directa entre ellos. No existe, sin embargo, la casualidad absoluta, sino que siempre es relativa, pues indica justamente la falta de relación causal entre acontecimientos; ahora bien, las series causales aparentemente aisladas se entrelazan en sus eslabones, de manera que hay una complicadísima red común. (Schopenhauer hace una analogía con los meridianos y los paralelos, que serían respectivamente las líneas causales y, los paralelos, las líneas de lo simultáneo y aparentemente inconexo.) De aquí que pueda sostenerse que todo se refleja y resuena en todo, como en el hipocrático panta sympnoia («todo conspira»). En esto reposaría la posibilidad de adivinar el futuro mediante objetos que parecen no tener ninguna relación, como las aves en la ornitomancia, las cartas (tarot), los posos del café, etcétera.
Schopenhauer busca una analogía en lo que sucede en el sueño. En los sueños, en efecto, se presentan circunstancias y motivos «casuales», dispuestos por un poder secreto: pero en este caso ese poder no puede ser otro que nuestra propia voluntad, «desde una posición que no cae en nuestra conciencia soñadora». Las cosas que suceden en los sueños a menudo chocan y se oponen a nuestros deseos. Pero esto es justamente lo mismo que sucede en la vida. Según esto, podría inferirse que también en la vigilia, en la vida real, es nuestra voluntad la que rige secretamente los acontecimientos que nos sobrevienen, esto es, aquella «conjuración del destino». Esto concuerda con el «resultado principal» de la filosofía de Schopenhauer, conforme a la cual lo que presenta y mantiene el fenómeno (Phänomen) del mundo es la voluntad, la misma que vive en cada individuo, y concuerda asimismo con la frecuente comparación de la vida con el sueño. Sin duda cada uno es el «secreto director teatral de sus sueños» y acaso lo sería también del curso de su vida. Naturalmente no se trata aquí, recuerda Schopenhauer, de la voluntad «cognoscible empíricamente» sino de otro nivel, más profundo, de la misma. (En apoyo de esta concepción, invoca un par de citas de Escoto Eriúgena donde se habla, entre paradojas, de la simultánea ignorancia y omnisciencia de un Dios que es pura voluntad.) Pero, a pesar de lo dicho, sucede que, a diferencia de en el sueño, en la vida los otros no son meros fantasmas, sino tan reales como uno, que a su vez forma parte del «sueño» de los otros. Habría que suponer, pues, algo así como —tomando el término de Leibniz— una «armonía preestablecida» de todos los «sueños de la vida».
Hay, así, dos clases radicalmente distintas de conexión de los acontecimientos de la vida humana: una objetiva, la de la causalidad física, y otra subjetiva, también determinada necesariamente, en la que las escenas se suceden como en un drama, conforme al plan de un poeta. La unidad de esas dos series, de la que resultaría aquella «armonía preestablecida», excede a nuestra capacidad de comprensión. Pero el espanto que produce la idea disminuye si recordamos que el sujeto del «gran sueño» es en cierto sentido uno solo, la voluntad de vivir, y que la pluralidad de los fenómenos está condicionada por el espacio y el tiempo.
Volviendo a la cuestión de la adivinación y premonición, Schopenhauer denuncia el error cientificista por el cual se opone a aquella el determinismo de la necesidad física; para Schopenhauer, es esta última justamente la que se halla en la base de la adivinación. En efecto, gracias a la distinción kantiana entre «cosa en sí» y fenómeno —unida a la reducción schopenhaueriana de ambos a voluntad y representación—, es posible mostrar la compatibilidad (aunque sea desde lejos) de tres oposiciones:
- 1) La de la libertad de la voluntad en sí y la necesidad de todas las acciones del individuo (determinismo).
- 2) La del mecanicismo (causa eficiente) y la «técnica de la naturaleza» o teleología (causa final).[nota 1]
- 3) La de la casualidad o contingencia en los acontecimientos de la vida individual frente a la necesidad moral del curso de la vida, conforme a una finalidad trascendente para el individuo («providencia»).

La conciliación de cada una de estas oposiciones aclara la de las otras.
Terminando el opúsculo, Schopenhauer observa que, gracias a aquella mirada retrospectiva al curso de la vida en la que vislumbramos un misterioso plan, y especialmente gracias a los golpes del destino, surge una impresión metafísica sobre la voluntad que favorece la que, para Schopenhauer, es la meta última de la existencia temporal: el abandono (Abwenden) de la voluntad de vivir. Esa guía invisible y siempre dudosa nos acompaña hasta el momento de la muerte, «ese auténtico resultado y, en esa medida, meta de la vida», momento decisivo y temible que Schopenhauer describe aquí, con cierta oscuridad, como «una crisis en el más estricto sentido de la palabra: un juicio universal (Weltgericht)».

### «Ensayo sobre la visión de espíritus y lo que con ella se relaciona»
En este cuarto opúsculo («Versuch über das Geistersehn und was damit zusammenhängt»), Schopenhauer se hace eco de la «rehabilitación» en Alemania de las historias de visiones de espectros y de la magia en «los últimos 25 años» (esto es, mediados de los años 1830), la cual, para Schopenhauer, se justifica porque las pruebas en contra que anteriormente se habían empleado no eran lo bastante firmes: las pruebas metafísicas se basaban en fundamentos inseguros, mientras que las pruebas empíricas solo afectaban a casos particulares (fraudes, etc.), y porque se presuponía que los fantasmas eran percibidos de la misma manera que los cuerpos físicos. Aunque se presentan como tales en la percepción, para Schopenhauer, justamente no es así: apelando a su teoría de la intelectualidad de la intuición, según la cual las impresiones sensibles solo llegan a formar una intuición (percepción) mediante la aplicación de las formas intelectuales subjetivas de la causalidad, el espacio y el tiempo, indica la posibilidad de que ese mismo proceso de elaboración (inconsciente) de la percepción tenga lugar a partir de otra clase de impresiones que las de los cinco sentidos. Tanto en un caso como en otro, surge la cuestión de la relación de los fenómenos con la «cosa en sí», y desde esta «posición trascendental», según Schopenhauer, 

«tal vez se desprendería que al fenómeno de los espíritus no va aneja ni más ni menos idealidad que al fenómeno de los cuerpos, al cual reconocidamente subyace de manera inevitable el idealismo y por eso sólo mediante un largo rodeo puede remontarse a la cosa en sí, es decir, a lo verdaderamente real».

De esta manera da el autor la pauta de lo que sigue en el opúsculo; hasta ahora se habían intentado explicaciones espiritualistas de los fenómenos de fantasmas (lo cual, para Schopenhauer, es una posición realista-dogmática) —incluso la crítica de Kant en Los sueños de un visionario explicados por los sueños de la metafísica (1764) se refería a esa clase de explicaciones—, pero Schopenhauer propone aquí «una explicación idealista». No se detendrá en la enumeración de hechos, pues para eso existe otra bibliografía, sino en buscar una teoría que los explique; tampoco se cuidará de combatir el «escepticismo de la ignorancia» (que triunfaba, según dice, en la Inglaterra de la época), que se dedicaba a negar aquellos hechos.
En relación con lo dicho sobre la intuición, Schopenhauer comienza por un examen de los sueños, un claro ejemplo de percepciones sin influjo externo, muy diferentes de las meras imaginaciones en cuanto a su intensidad, complejidad, detalle, etc. y sobre todo porque a las fantasías les acompaña una conciencia de la arbitrariedad que falta en el sueño, que se presenta como real. La aparente disminución de la actividad de la memoria permite a Schopenhauer establecer una analogía del sueño con la locura, conforme a su teoría sobre la misma. Como todos los fenómenos, el sueño debe conformarse al principio de razón suficiente: ¿cuál es la causa o fundamento de los sueños? Descartados el influjo externo y la asociación de ideas, Schopenhauer afirma que solo queda la posibilidad de que el estímulo sea fisiológico; a partir de él, el cerebro actuaría como lo hace con las sensaciones externas, configurando los estímulos como percepciones. El fenómeno del sueño, en fin, muestra la posibilidad de intuiciones (percepciones) con un origen distinto al sensorial. Para esa facultad, Schopenhauer propone el término Traumorgan («órgano del sueño»).
Una vez establecido esto, Schopenhauer pasa al examen de clases excepcionales de sueños, comenzando por la «vigilia en el sueño» (Schlafwachen), que no se ha de confundir con el duermevela sino que es como un despertarse dentro del sueño, percibiendo objetos reales del entorno y del exterior. El filósofo llama a esto un «soñar verdadero», Wahrträumen. La descripción que ofrece Schopenhauer parece aludir en cierto momento a lo que hoy se denomina «viaje astral». Pasa a continuación al fenómeno del sonambulismo, empezando por hipótesis fisiológicas al respecto, como las de Reil, Treviranus y Johann Baptist van Helmont. Del sonambulismo, lo que interesa a Schopenhauer es la «clarividencia» (Hellsehn, videncia) que a veces se presenta, la cual, no dependiendo de impresiones externas, habría que remontar de nuevo a aquel «órgano del sueño». Que de ese modo pueda llegarse a un conocimiento real y objetivo es un hecho, dice Schopenhauer, que solo puede explicarse desde la metafísica, como un atravesar el principio de individuación, un separarse de las condiciones del fenómeno. Después de nuevas conjeturas fisiológicas para explicar el origen de estos fenómenos, así como de las alucinaciones, regresa al fenómeno del Wahrträumen: es una visión de la realidad que a veces se limita al entorno inmediato pero otras veces va más allá, no solo en el espacio sino en el tiempo: se trata en el último caso de la videncia o adivinación, que se extiende desde el diagnóstico sorprendente de enfermedades a la premonición de accidentes o la muerte; en ocasiones, a acontecimientos nimios. Cuando se presentan de manera muy clara, se trata de sueños teoremáticos; cuando se mezclan con el sueño normal, son sueños alegóricos, distinción debida a Artemidoro y su Oneirokritikon (que Schopenhauer prefiere con mucho a la reciente Symbolik des Traumes de Gotthilf Heinrich von Schubert). Como una tercera clase, aún más difusa, estarían los presentimientos. Todas estas manifestaciones, en fin, del sonambulismo y el «sueño magnético» (hipnosis, mesmerismo), así como otras —la capacidad sanadora—, proceden, según Schopenhauer, de una intensificación o potenciación del sueño normal y de esta manera se les aplica la explicación dada antes sobre el fundamento de los sueños.
Después de unas nuevas conjeturas fisiológicas para explicar el origen de esos fenómenos, mediante la oposición polar de cerebro y «nervios simpáticos», Schopenhauer recuerda que lo sorprendente de los fenómenos de la videncia resulta menos inconcebible si tenemos presente que el mundo objetivo no es más que un fenómeno cerebral, cuyo orden habitual se deja de lado hasta cierto punto en aquellos. En efecto, para la «cosa en sí» kantiana son vanas las distinciones de lo cercano y lejano, presente, pasado y futuro. Recíprocamente, esos hechos dan «en cierto modo una confirmación fáctica» a la doctrina kantiana: en efecto, la mántica (adivinación) confirma la idealidad del tiempo.
Por su lado, el magnetismo animal (mesmerismo) ha mostrado la posibilidad de un efecto inmediato de la voluntad, a distancia: esto es, la magia. Así,

«lo mágico es al obrar físico lo que la mántica a la conjetura racional: es una real y completa actio in distans, tal como la auténtica mántica, v.g. la videncia de los sonámbulos, es passio a distante».

De ahí que la credibilidad de la una, o la duda sobre ella, siempre vaya ligada a la de la otra. Todos estos fenómenos, en fin, están emparentados, como ramas de un mismo tronco, que apuntan a un nexo de los seres que reside más allá de la naturaleza (esto es, del reino del espacio, tiempo y causalidad). Estos hechos «mágicos» confirman, no solo la doctrina kantiana de la oposición de fenómeno y cosa en sí y sus leyes, sino la propia doctrina de Schopenhauer: en efecto, el auténtico agente en aquellos no es sino la voluntad, manifestándose aquí como la «cosa en sí». Adicionalmente, esos fenómenos ofrecen una refutación del materialismo y el naturalismo. Por eso, dice Schopenhauer, son, «al menos desde el punto de vista filosófico, los más importantes, sin comparación, entre los hechos que nos ofrece la experiencia en conjunto; por eso es obligación de todo erudito familiarizarse a fondo con ellos». Aunque dé más enigmas que soluciones, el «magnetismo animal» es para la filosofía «el más valioso en contenido de todos los descubrimientos jamás realizados»: es la «metafísica práctica» de Bacon, una «metafísica experimental», de la que Schopenhauer espera mucho:

«Vendrá un tiempo en el que la filosofía, el magnetismo animal y la ciencia natural progresada sin parangón en todas sus ramas se arrojarán mutuamente una luz tan clara que se verán verdades que sin ello no se podía esperar alcanzar».

Tras un excurso sobre el rechazo y hasta persecución del magnetismo animal en Gran Bretaña, debido según Schopenhauer a los intereses del clero, regresa al tema inicial: lo común en aquellos fenómenos es que se recibe una intuición (percepción) que se presenta como real y objetiva, pero a través de un órgano diferente al normal, que antes llamó Schopenhauer «órgano del sueño». Schopenhauer enumera diferentes clases de percepciones sin estímulo externo sensible: 1) el delirio que acompaña a ciertas enfermedades; 2) las alucinaciones que a veces acompañan a la locura; 3) alucinaciones no debidas a enfermedad; 4) visiones que preceden a la propia muerte (Schopenhauer aduce algunos relatos reales, de Walter Scott y Goethe entre otros); 5) visiones que anuncian peligros a las personas (Schopenhauer cuenta aquí los avisos de genios como el daimon socrático o los fatum de Paracelso); 6) premoniciones o visiones de lo futuro que no afectan directamente a la persona que las tiene («segunda visión», second sight, o «deuteroscopia», según la terminología de Horst), para las cuales Schopenhauer menciona bibliografía reciente (Kieser, Jung Stilling, etc.) y antigua (Homero, Heródoto...); 7) visiones de lo pasado, especialmente de personas muertas, de lo cual hay muchos relatos en clásicos como Plinio el Joven, Luciano, Plutarco, Suetonio o, más reciente, la aparición del espíritu de Maupertuis en la Academia berlinesa, narrado por Friedrich Nicolai; 8) visiones debidas a un pensamiento vivo y anhelante en otras personas, vivas o muertas, así como «sueños simpáticos» (compartidos por varias personas), y el fenómeno de los Doppelgänger; 9), finalmente, las apariciones de espíritus propiamente dichas.
Aunque con dudas, Schopenhauer da por buena la plausibilidad de muchas de esas historias de apariciones de fantasmas, a veces por la fiabilidad de los narradores, otras, por la concordancia, incluso en los detalles, en muchas épocas y lugares, etc. Desde el punto de vista metafísico, lo interesante en esos fenómenos es la supuesta relación con algo objetivo, real y empírico. En ellos se difumina la escisión de sujeto y objeto. Cuando estos fenómenos se presentan solo para un individuo aislado, surge la duda, a menudo para el propio individuo, de si lo que se ha experimentado fue meramente subjetivo (una alucinación, por ejemplo). Ahora bien,

«en general, la distinción entre lo subjetivo y lo objetivo en el fondo no es absoluta, sino que siempre permanece relativa: pues todo lo objetivo lo es en la medida en que es condicionado en general por un sujeto, e incluso, propiamente, sólo se halla en él, a su vez subjetivamente, justamente por lo cual en última instancia tiene razón el idealismo».

Estos fenómenos, y los sueños, son meras representaciones, sí, pero tanto como lo son los objetos del mundo real (con la diferencia de que aquellos siguen otras leyes). Igual que con la cuestión (cartesiana) de la realidad del mundo externo, también con respecto a estos fenómenos existen realismo, idealismo, escepticismo y finalmente —gracias a este opúsculo de Schopenhauer—, criticismo. Gracias al idealismo, cree Schopenhauer, se ha abierto una puerta para la restitución y comprensión tanto de la magia como de las visiones y fenómenos de apariciones. La incredulidad y el escepticismo de los pensadores al respecto proceden de que esos fenómenos son imposibles conforme a las leyes a priori de la naturaleza: pero justamente aquellos permiten confirmar que esas leyes no son absolutas ni «verdades eternas», sino meras funciones cerebrales, que no alcanzan a la «cosa en sí». La videncia, repite Schopenhauer, confirma la doctrina kantiana de la idealidad de espacio, tiempo y causalidad, mientras que la magia confirma que el núcleo íntimo de todas las cosas es la voluntad. Inversamente, ambas doctrinas permiten cierta comprensión de esos fenómenos.
En las últimas páginas del opúsculo, Schopenhauer trata de explicar la posibilidad de que los muertos se comuniquen con los vivos, pues tal cosa no se aviene muy bien con su sistema (según el cual la voluntad, ciertamente, es indestructible, pero no lo individual, ni lo intelectual), sugiriendo, después de varias conjeturas, que, una vez más, en la idealidad del tiempo tendríamos un atisbo de explicación. Schopenhauer termina manifestando su esperanza de haber aportado «aunque sea, una débil luz» al tema.

### «Aforismos sobre la sabiduría de la vida»: Cap. 1. «División fundamental»
Inspirándose en la división de los bienes de la vida en la Ética a Nicómaco (I, 8) de Aristóteles —bienes externos, del alma y del cuerpo—, Schopenhauer propone una diferente: 1) Lo que uno es (la personalidad, en sentido amplio: salud, fuerza, belleza, temperamento, carácter moral, inteligencia); 2) lo que uno tiene (propiedad, posesiones); 3) lo que uno representa (honor, rango, fama...). El mayor bien corresponde a aquello que uno es, de lo cual depende cómo se percibe lo exterior, hasta el punto de que «en un mismo ambiente, cada cual vive en un mundo distinto». La principal riqueza de la vida viene de ahí, pues «todo lo que existe y sucede para el hombre sólo existe inmediatamente en su conciencia y sucede para ésta», y todo depende de cómo se concibe la realidad. Puesto que el carácter está prefijado, la vida consiste en variaciones sobre un mismo tema. Ahí, en el carácter (innato), se establece ya la medida de la felicidad posible de cada uno; y especialmente determinan dicha medida los límites de las capacidades espirituales de cada cual: pues los goces más elevados son los del espíritu.  Los bienes (2) y (3) tan solo tienen la ventaja para uno de que no dependen del tiempo (el cual mengua las facultades anímicas) y de que se pueden adquirir.

#### Cap. 2. «De lo que uno es»
Schopenhauer comienza este capítulo insistiendo en que este aspecto es, con mucho, el que más aporta a la felicidad, tras lo cual el autor pasa a concretar qué es lo que recae entre las cosas que uno es. Entre éstas, la primera y más importante, asegura, es tener alegría de espíritu (Heiterkeit des Sinnes), la cual nada tiene que ver con la posesión de riquezas (más bien al contrario) y sí mucho con la de una buena salud, pues «las nueve décimas partes de nuestra felicidad se fundan solamente en la salud». Por eso mismo,

«es la más grave locura sacrificar la salud a cualquier otra cosa: riqueza, carrera, estudios, fama, por no hablar de la voluptuosidad y los goces fugitivos; más bien hay que subordinarlo todo a ella».

No obstante, la salud no es condición suficiente de aquella alegría, la cual parece depender mucho del temperamento: por ejemplo, los melancólicos tienden a verlo todo negro; según sean las personas, tienen mayor o menor receptividad para lo agradable o lo desagradable, etc.
Parcialmente emparentada con la salud, la belleza contribuye indirectamente a la felicidad por la impresión que produce sobre los demás, sirviendo como una «carta abierta de recomendación, que nos gana los corazones de antemano».
Los dos enemigos de la felicidad son el dolor y el tedio; la vida humana oscila entre uno y otro, pues cuando la necesidad y el dolor cesan, se presenta el aburrimiento. La capacidad de alejarse de éste depende de las fuerzas intelectuales: en este sentido hay personas que tienen un gran vacío interior, lo que les mueve a buscar con avidez estímulos externos; a ello se opone la riqueza interior, espiritual, que, sin embargo, conlleva una mayor sensibilidad para los dolores morales en general. Esto se relaciona asimismo con la sociabilidad, pues

«cuanto más tiene uno en sí mismo, tanto menos necesita de fuera y tanto menos pueden, asimismo, ser los demás para él. Por eso conduce la eminencia del espíritu a la insociabilidad.»

Schopenhauer insiste en esta distinción, y escribe:

«La gente vulgar se preocupa tan sólo de pasar el tiempo; quien tiene algún talento, en aprovecharlo».

Así, las «cabezas limitadas» andan siempre pendientes de buscar, para escapar al tedio, motivos que les distraigan; Schopenhauer recuerda aquí el ejemplo, que aparece con frecuencia en sus obras, de los juegos de naipes (aunque en este lugar, por una vez, también dice algo en su favor). Según este criterio, pues, es la riqueza interior la que ayuda más a la felicidad, y además está libre de los peligros de depender de lo exterior:

«Pues de los demás, y en general del exterior, en ningún aspecto puede esperarse mucho. Lo que uno puede ser para otro tiene límites muy estrechos: al final, cada uno se queda solo, y entonces todo depende de quién es ahora el que está solo.»

Tras desarrollar un poco más esta idea, Schopenhauer, inspirándose en la afirmación aristotélica conforme a la cual el goce radica en la actividad de las fuerzas, plantea una división de las tres fuerzas fisiológicas fundamentales (siguiendo el esquema de Kielmeyer) y sus correspondientes goces: 1) los goces de la «fuerza reproductiva»: comer, beber, digerir, reposar, dormir; 2) los de la «irritabilidad»: viajes, baile, deporte, etc.; y 3) los de la «sensibilidad»: contemplar, pensar, sentir, escribir poesía, esculpir, pintar, hacer música, estudiar, leer, etc. Para el ser humano, los más importantes son los terceros, pues son los que le distinguen de los animales: son los placeres espirituales.
Las últimas páginas del capítulo se consagran a reforzar todas estas últimas ideas, insistiendo sobre todo entre el contraste entre la vida de los inteligentes y la gente ordinaria. Como nota final, recuerda que en el § 22 de Sobre el fundamento de la moral ya expuso que la excelencia moral «hace inmediatamente feliz».

#### Cap. 3. «De lo que uno tiene»
De acuerdo con la división de Epicuro de las necesidades humanas (o los placeres), las posesiones y el lujo han de contarse entre las que no son «ni naturales ni necesarias». En efecto, el límite de la riqueza que se desea depende del horizonte de necesidades de cada cual y siempre es relativo. Las aspiraciones dependen, pues, del horizonte de lo que se considera posible alcanzar, y

«la riqueza se asemeja al agua salada: cuanto más se bebe, más sediento está uno. Lo mismo vale para la fama».

La razón por la que los hombres desean siempre más dinero (incluso el poder se desea, según Schopenhauer, por la riqueza a la que conduce) es que es un «Proteo infatigable», que se convierte en cada objeto deseado en cada momento:

«Sólo el dinero es el bien absoluto: pues no provee meramente a una sola necesidad in concreto, sino a la necesidad en general, in abstracto.»

Las siguientes páginas del capítulo se dedican a algunos consejos y reflexiones sobre el ahorro y una breve psicología del servilismo. Como nota final, Schopenhauer observa humorísticamente que en este capítulo no ha contado mujer e hijos como algo que uno tiene, «pues más bien uno es tenido por ellos».

#### Cap. 4. «De lo que uno representa»
Se trata en este capítulo de «nuestra existencia en la opinión de los demás», la cual, «a causa de alguna debilidad especial de nuestra naturaleza, se valora universalmente en exceso, aunque ya la menor reflexión podría enseñarnos que en sí misma es inesencial para nuestra felicidad». El juicio de los demás nos afecta sobremanera, tanto cuando se trata de elogios como de críticas; Schopenhauer recomienda «moderar en lo posible esa gran sensibilidad hacia la opinión ajena» tanto en un caso como en el otro; si no, «uno permanece esclavo de la opinión y el parecer ajeno». Una correcta apreciación del valor de lo que somos en y por nosotros mismos, frente a lo que somos a ojos de los demás, ha de contribuir, pues, a nuestra felicidad. Y es que

«quien atribuye gran valor a la opinión de los hombres, les hace demasiado honor».

Lo esencial, como se dijo en los capítulos previos, es la salud y, en segundo lugar, los medios para mantenernos; a estos bienes hay que subordinar el valor del honor, la fama, etc. No obstante, si se persiguen empleos, títulos, condecoraciones y aun la riqueza, la ciencia y las artes, es principalmente con el fin de obtener mayor respeto de los demás, lo cual, para Schopenhauer, viene a demostrar «la magnitud de la necedad humana». La preocupación excesiva por el «¿qué dirán?» (qu'en dira-t-on?) constituye «esa necedad que se ha denominado vanidad (vanitas), para indicar lo vacío e insignificante de este esfuerzo» y es, como la avaricia, un olvidar el fin por los medios, que es «una especie de manía innata».
Esa «necedad de nuestra naturaleza» tiene tres vástagos principales: la ambición, el orgullo y la vanidad. Según Schopenhauer, los dos últimos se diferencian en que el orgullo es una alta autoestima que proviene del interior, mientras que la vanidad es el esfuerzo por alcanzarla desde el exterior (los demás). Después de unas líneas contra la modestia —una virtud falsa a ojos de Schopenhauer— éste arremete contra «la especie más barata de orgullo», esto es, el orgullo nacional:

«Quien posee méritos personales significativos más bien reconocerá del modo más claro los defectos de su propia nación (...). Pero todo necio miserable que no tiene nada de nada de lo que poder estar orgulloso se agarra a este último recurso de enorgullecerse de la nación a la que precisamente pertenece; con ello se siente cómodo y, en gratitud, está dispuesto a defender πυξ και λαξ [con pies y manos] todos los defectos y tonterías que le son propios a aquella».

El objeto del capítulo, esto es, lo que uno representa para los demás, puede, según Schopenhauer, dividirse en: rango, honor y fama. Al primero, el rango o jerarquía (Rang, en alemán), le dedica una página escasa: se trata del deseo de adquirir condecoraciones y títulos y la admiración popular hacia ellos, que Schopenhauer desdeña de forma tajante calificando el fenómeno como «una pura comedia». La discusión del honor, en cambio, ocupa buena parte del capítulo.
Schopenhauer comienza por definir el honor como «objetivamente, la opinión de otros acerca de nuestro valor, y, subjetivamente, nuestro temor a dicha opinión». El origen de tal sentimiento lo localiza Schopenhauer en la precariedad de la existencia humana, que hace muy ventajosa la vida en comunidad: de ahí surge el deseo de ser tenido como un miembro útil a la sociedad. Pronto se da uno cuenta de que lo que aquí importa no es que uno crea ser útil de ese modo, sino que lo crean los demás, y entonces se esfuerza en conseguir lo segundo. De ahí, pues, el sentimiento del honor así como el de vergüenza o pudor, que tiene su correlato fisiológico en el rubor. Dependiendo de las clases de relaciones interhumanas, hay diversos tipos de honor, siendo los principales el honor civil o burgués (bürgerliche Ehre), el de cargo u oficio (Amtsehre) y el honor sexual.
El honor burgués radica en la presuposición de que respetamos los derechos de los demás sin incurrir en injusticia. En cierto modo tiene un carácter negativo, ya que se presupone en uno y mantenerlo consiste en no perderlo. Schopenhauer comenta alguno de los modos de perderlo (en particular, la calumnia), el valor relativo de esta clase de honor así como la relación que existe, a su parecer, entre dicha forma de honor y la veneración hacia las canas y la ancianidad.
El honor del cargo (o del oficio, Amtsehre) consiste en que la persona que posee un empleo u ocupa un cargo cumpla con las cualidades exigidas para el mismo y las correspondientes obligaciones. Schopenhauer incluye en esta categoría el honor militar.
El honor sexual se divide en honor femenino y honor masculino y constituye en ambos casos «un esprit de corps bien entendido». El más importante es el primero, pues «en la vida femenina, la relación sexual es lo principal». Posee esa clase de honor la mujer que no se entrega a ningún hombre antes de casarse y solo al marido una vez casada. La utilidad buscada con esta forma de honor, según Schopenhauer, es lograr la fidelidad de los esposos y así garantizar la manutención de las esposas e hijos. Tras unas reflexiones sobre el adulterio y el concubinato, Schopenhauer describe brevemente el honor masculino como contraparte del femenino: aquí todo radica en asegurar la fidelidad de la esposa y el castigo de su infidelidad. Es el tema de algunas obras de Shakespeare (Otelo) y Calderón (El médico de su honra y A secreto agravio, secreta venganza).
Los tres tipos de honor tratados hasta aquí se hallan, dice Schopenhauer, en todos los pueblos y épocas. Existe, no obstante, otro género de honor, exclusivamente occidental y surgido en la Edad Media: el llamado honor caballeresco o point d'honneur. Schopenhauer dedica un buen número de páginas a la descripción de este género de honor artificial, a su modo de ver, cuyo código desgrana con cierta ironía y que critica con gran dureza, escandalizado por la costumbre de los duelos debidos a presuntas ofensas, costumbre todavía en boga en la Alemania de mediados del siglo XIX (particularmente en el mundo universitario). La exposición de los géneros de honor termina, en fin, con la del honor nacional, que radica no solo en que la nación sea digna de confianza o crédito, sino, sobre todo, en que sea temible.
El último tema importante del capítulo es el de la fama o gloria. A diferencia del honor, cuya cualidad negativa ya fue expuesta, la fama se obtiene por los actos u obras realizados. Schopenhauer reflexiona, entre otras cosas, sobre la enemiga de la fama —la envidia—, sobre la fama duradera y la pasajera, así como las diferencias en el modo de alcanzarla en el mundo de la poesía, las ciencias y, especialmente, en la filosofía.

#### Cap. 5. «Parénesis y máximas»
El quinto capítulo recopila, de manera fragmentaria, cincuenta y tres consejos eudemonológicos, agrupados en cuatro secciones temáticas. En la introducción, Schopenhauer avisa de lo incompleto de la colección, a la que podrían añadirse las «excelentes reglas para la vida» ofrecidas a lo largo de la Historia, desde las de Teognis y Salomón hasta las de La Rochefoucauld.
- A. «Generales». En esta primera sección se reúnen tres consejos. En el primero, el fragmento más importante y extenso, Schopenhauer recuerda su teoría (ya expuesta en El mundo..., § 58) según la cual solo el dolor es de naturaleza positiva, mientras que la de todo goce y felicidad es negativa. También Voltaire había dicho que «le bonheur n'est qu'un rêve, et la doleur est réelle» («la felicidad no es más que un sueño, y el dolor es real»). Según esto, como se dijo, la eudemonología (doctrina de la felicidad) es un término eufemístico, pues de lo que se trata no es de ser feliz, sino de ser menos desgraciado. El optimismo es, pues, un gran mal, ya que necesariamente conduce a la frustración de las ilusiones y es «la fuente de mucha infelicidad». Más bien, «lo mejor que el mundo tiene que ofrecer es una existencia sin dolor, tranquila, soportable»;[220] y es que

«es sumamente fácil ser infeliz; en cambio, ser muy feliz no sólo es difícil, sino enteramente imposible».

Schopenhauer cita la famosa aurea mediocritas de Horacio y recuerda que, según su filosofía, «toda nuestra existencia es algo que sería mejor que no existiese» y la suma sabiduría consiste en negarla. Así, según la segunda máxima, para juzgar de la felicidad de un hombre no hay que fijarse en lo que le complace, sino en lo que le aflige. En el n.º 3, recomienda tener cuidado con las ilusiones y los proyectos a largo plazo.
- B. «Concernientes a nuestra conducta con nosotros mismos». Esta segunda sección presenta diecisiete consejos (numerados del 4 al 20) que giran en torno al clásico gnothi seautón («conócete a ti mismo») y la administración sabia y prudente de la propia vida: reflexionar sobre el curso de la misma, no centrarse excesivamente en el pasado ni en el futuro, no ambicionar en demasía (según el precepto abstinere et substinere), etc.[225] En el n.º 9, Schopenhauer recomienda perseguir el ideal de la autarquía siguiendo el omnia mea mecum porto («todo lo mío lo llevo conmigo») de Demetrio de Falero. Ya Aristóteles dijo que «la felicidad (eudaimonia) es para los que se bastan a sí mismos (autarkoi)».[226] En este contexto, Schopenhauer dedica unas páginas a las ventajas e inconvenientes de la soledad.[227] El n.º 10, consagrado a la envidia, connatural al ser humano según Schopenhauer pero enemiga de nuestra felicidad, da ocasión a una breve exposición de las tres clases de aristocracias que existen según el autor: 1) la del nacimiento y el rango; 2) la del dinero; y 3) la del espíritu.[228] En el n.º 13, Schopenhauer recomienda poner freno a la fantasía y la imaginación, pues son el demagogo de nuestra parte irracional y bestial, el «populacho» que habita en el interior de cada persona.[229] En el n.º 17, recuerda los perjuicios de la falta de actividad y la necesidad humana de esforzarse y superar obstáculos.[230] Los últimos consejos, en el n.º 20, tratan de los cuidados del cuerpo y la salud, especialmente en relación con la administración de las fuerzas espirituales (cerebrales).[231]
- C. «Concernientes a nuestra conducta con los demás». En este apartado Schopenhauer compila las máximas y consejos n.º 21-46, relativos a la prudencia en el comportamiento social, que van desde el «vive y deja vivir»[232] hasta reflexiones sobre la amistad,[233] pasando por consejos sobre cortesía,[234] sobre el modo de guardar secretos,[235] sobre la contención de la ira,[236] sobre la conveniencia y el modo de poner en práctica las máximas morales,[237] etc. El tono general lo da una concepción negativa de la naturaleza humana:

«"Ni amar ni odiar" contiene la mitad de toda mundología [Weltklugheit]; "no decir nada y no creer nada", la otra mitad. Desde luego, a un mundo que hace necesarias reglas como éstas y las siguientes, se le da la espalda con gusto».

En algunos breves excursos, Schopenhauer toca temas como el de la astrología, «que refiere la marcha de los grandes cuerpos celestes al mísero yo» (una muestra, para el autor, del ilimitado egocentrismo humano), el nepotismo o la guerra (citando a Voltaire: «En todas las guerras, no se trata más que de robar»).
- D. «Concernientes a nuestra conducta con el curso del mundo y el destino». El mundo se rige, según dice Schopenhauer recogiendo el pensar de los antiguos, por tres poderes: la astucia, la fuerza y la fortuna (la Τυχη de los griegos). El más importante y poderoso de ellos es el tercero.[242] Las máximas reunidas en esta última sección (n.º 47-53) consisten en su mayoría en consejos y normas de prudencia relativos al modo de hacer frente a los vaivenes de la fortuna.[243]

#### Cap. 6. «De la diferencia de las edades de la vida»
El último capítulo de los Aforismos  ofrece, a modo de complemento, observaciones relativas a las diferentes edades de la vida humana (infancia, juventud, madurez y vejez). Pues, con el tiempo, dice Schopenhauer, va cambiando nuestro temperamento, aunque no nuestro carácter, inmutable, según lo expuesto en la obra principal del autor.
La infancia es para Schopenhauer la edad de la comprensión intuitiva (perceptual) de la realidad, la visión poética de las cosas, la captación de las ideas platónicas, a las que se consagra el libro III de El mundo como voluntad y representación. La infancia es la Arcadia de la vida humana, debido a ese predominio de la contemplación, y a que los niños no tienen que enfrentarse con la verdadera esencia del mundo: y es que

«Todas las cosas son espléndidas de ver, pero horribles de ser».

La juventud es la etapa en que se busca la felicidad y comienza el auténtico enfrentamiento con la realidad; por eso mismo y porque, como se dijo, la felicidad es una quimera, es también la época del descontento, el desengaño. Schopenhauer desconseja crear ilusiones novelescas en los jóvenes y recomienda, por el contrario, educar en el desengaño. La madurez la describe Schopenhauer, en fin, como etapa de la asimilación de la infelicidad.
El resto del capítulo se consagra a reflexiones diversas relacionadas con el tema: por ejemplo, en torno a la sensación de que el tiempo pasa cada vez a mayor velocidad a medida que avanza nuestra edad, o acerca de los contrastes de la percepción de la vida en la juventud y en la vejez. Al final, Schopenhauer traza una suerte de astrología alternativa diferente a la usual, comparando los planetas, de mayor a menor proximidad con el sol, con las sucesivas décadas de la vida humana.

## Contenido: Tomo II
El segundo tomo, subtitulado Pensamientos sueltos, pero sistemáticamente ordenados, sobre múltiples objetos (Vereinzelte, jedoch systematisch geordnete Gedanken über vielerlei Gegenstände) se divide en 32 capítulos, independientes entre sí, cada uno de los cuales reúne diversos parágrafos (numerados, en el conjunto de la obra, del § 1 al § 396) a excepción del último capítulo («Algunos versos»), que consta de un prólogo y dieciséis poemas, sin seguir ya la numeración de parágrafos. Cada uno de los parágrafos constituye el desarrollo de un pensamiento, a menudo de forma aforística, de manera bastante parecida a las obras más conocidas de Friedrich Nietzsche, reconocidamente deudor de Schopenhauer. 
- Cap. 1. «Sobre la filosofía y su método» (§§ 1-21)
- Cap. 2. «Sobre la Lógica y la Dialéctica» (§§ 22-26)
- Cap. 3. «Pensamientos concernientes al intelecto en general y en cada relación» (§§ 27-60)
- Cap. 4. «Algunas consideraciones sobre la oposición de la cosa en sí y el fenómeno» (§§ 61-67)
- Cap. 5. «Unas palabras sobre el panteísmo» (§§ 68-69)
- Cap. 6. «Sobre la filosofía y la ciencia natural» (§§ 70-102)
- Cap. 7. «Sobre la doctrina de los colores» (§§ 103-107)
- Cap. 8. «Sobre la Ética» (§§ 108-119)
- Cap. 9. «Sobre la doctrina del derecho y la política» (§§ 120-133)
- Cap. 10. «Sobre la doctrina de la indestructibilidad de verdadero nuestro ser por la muerte» (§§ 134-141)
- Cap. 11. «Suplementos a la doctrina de la nihilidad de la existencia» (§§ 142-147a)
- Cap. 12. «Suplementos a la doctrina del sufrimiento del mundo» (§§ 148-156a)
- Cap. 13. «Sobre el suicidio» (§§ 157-160)
- Cap. 14. «Suplementos a la doctrina de la afirmación y negación de la voluntad de vivir» (§§ 161-173)
- Cap. 15. «Sobre la religión» (§§ 174-182)
- Cap. 16. «Algo sobre la literatura sánscrita» (§§ 183-190)
- Cap. 17. «Unas consideraciones arqueológicas» (§§ 191-195)
- Cap. 18. «Unas consideraciones mitológicas» (§§ 196-204)
- Cap. 19. «Sobre la metafísica de lo bello y la estética» (§§ 205-234)
- Cap. 20. «Sobre juicio, crítica, aplauso y fama» (§§ 235-243)
- Cap. 21. «Sobre la erudición y los eruditos» (§§ 244-256)
- Cap. 22. «Pensar por sí mismo» (§§ 257-271)
- Cap. 23. «Sobre la literatura y el estilo» (§§ 272-289)
- Cap. 24. «Sobre la lectura y los libros» (§§ 290-297)
- Cap. 25. «Sobre la lengua y las palabras» (§§ 298-303a)
- Cap. 26. «Observaciones psicológicas» (§§ 304-361)
- Cap. 27. «Sobre las mujeres» (§§ 362-371)
- Cap. 28. «Sobre la educación» (§§ 372-376)
- Cap. 29. «Sobre la fisiognómica» (§ 377)
- Cap. 30. «Sobre el ruido y el sonido» (§ 378)
- Cap. 31. «Alegorías, parábolas y fábulas» (§ 379-396)
- Cap. 32. «Algunos versos»

### Ediciones en alemán
- Parerga und Paralipomena. Kleine philosophische Schriften. Berlín, A.W. Hayn, noviembre de 1851. 2ª edic. (póstuma), 1862.
- Sämtliche Werke. Edición de A. Hübscher. Mannheim, Brockhaus, 1988 (Jubiläumausgabe in 7 Bänden). 7 volúmenes. {ISBN 3-7653-0410-7} En los volúmenes V y VI se incluyen los Tomos I y II de Parerga y Paralipómena.
- Sämtliche Werke. Edición a cargo de W.F. von Löhneysen. Frankfurt am Main, Suhrkamp Taschenbuch Verlag, 1986, 5 vols. {ISBN 3-518-09737-7} En los volúmenes IV y V se incluyen los Tomos I y II de Parerga y Paralipómena.

## Obra completa

### Ediciones completas en español
- Parerga y paralipómena. Madrid, Trotta, 2 vols., 2006 y 2009. Tomo I, 2006 (2ª edición 2009): {ISBN 978-84-8164-879-9}; tomo II, 2009, {ISBN 978-84-9879-049-8}.
- Parerga y Paralipómena. Escritos filosóficos sobre diversos temas. Madrid, Valdemar, 2009. {ISBN 978-84-7702-631-0}

### Ediciones parciales en español
N.B. Parte de esta información procede del «Anexo bibliográfico» de F.J. Hernàndez i Dobón, contenido en su edición de Sobre la filosofía universitaria, Valencia, 1989 (ver abajo, en esta lista, para el ISBN), pp. 31ss.
- Eudemonología. Tratado de mundología o arte del bien vivir; Metafísica de lo bello y estética. Trad. de L. Jiménez García de la Luna. Madrid, 1901. (Contiene el último opúsculo del Tomo I y los caps. 1, 13, 16, 17 y 20 del Tomo II.)
- El amor, las mujeres y la muerte. Trad. de A. López White. Valencia, F. Sempere y Cía, 1902. Reediciones de esta trad.: Valencia, Prometeo, 1966; Madrid, Edaf, 1966 y 1984 {ISBN 84-7166-264-7}. (Incluye traducciones, a menudo con lagunas, de los capítulos 1-4, 8, 24 y 27 del Tomo II.)
- Estudios de historia filosófica. Trad. de Edmundo González Blanco. Madrid, La España Moderna, s/f. (ca. principios del siglo XX) (Contiene los dos primeros opúsculos del tomo I.)
- Eudemonología. Tratado del mundo o arte de bien vivir. Trad. de E. González Blanco. Madrid, s/f (ca. principios del siglo XX) Reediciones de esta trad.: Buenos Aires, Siglo Veinte, 1943; EDAF, 1965, 1970, 1981. (Contiene el último opúsculo del Tomo I.)
- La nigromancia. Trad. de E. González Blanco. Madrid, La España Moderna, s/f (principios del siglo XX). (Contiene los opúsculos 4º y 5º del Tomo I y los caps. 4, 5 y 13 del Tomo II.)
- Estudios sobre la religión, estética y arqueología. Trad. de E. González Blanco. Madrid, La España Moderna, s/f (principios del siglo XX). (Contiene los caps. 15-20 del tomo II.)
- Aforismos de filosofía práctica. Trad. de L. Roig de Lluis. Madrid, Espasa-Calpe, 1927. (Incl. el último opúsculo del Tomo I.)
- Escritos literarios. Trad. de E. González Blanco. Madrid, Mundo Latino, 1928. (Contiene los caps. 16, 21, 22, 24 y 25 del tomo II.)
- Eudemonología. Aforismos sobre la sabiduría de la vida, seguidos de Pensamientos escogidos. Edic. de J. B. Bergua. Madrid, Ediciones Ibéricas, 1961. (Sin ISBN.) (Contiene el último opúsculo del Tomo I y los caps. 20 y 27 –con lagunas– del Tomo II.)
- Fragmentos sobre la historia de la filosofía. Trad. de V. Romano García. Buenos Aires, Aguilar, 1966. Reed. Sarpe, 1984. (Contiene el 2º opúsculo del Tomo I.)
- Aforismos sobre la sabiduría de la vida. Trad. M. Chamorro. Buenos Aires, Aguilar, 1970, 1981. (6º opúsculo del Tomo I.)
- La sabiduría de la vida. En torno a la filosofía. El amor, las mujeres, la muerte y otros temas. México, Porrúa, 1984. (Recopila trads. de E. González Blanco.)
- Sobre la filosofía universitaria. Edic a cargo de F.J. Hernàndez i Dobón. Valencia, Natán, 1989. {ISBN 84-86648-07-6}
- Sobre la filosofía de universidad. Trad. y presentación de Mariano Rodríguez González. Madrid, Tecnos, 1991. {ISBN 84-309-1954-6}
- La lectura, los libros y otros ensayos. Prólogo de A. Izquierdo; trad. de E. González Blanco y Miguel Urquiola. Madrid, Edaf, 1996. {ISBN 84-414-0098-9} (Incluye los caps. 19-22 y 25 del Tomo II.)
- Ensayo sobre las visiones de fantasmas. Trad. de Agustín Izquierdo. Ed. Valdemar. Madrid, 1997. {ISBN 84-7702-217-8}
- Parerga y paralipomena I. Introd. de M. Crespillo, Preliminar de M. Parmeggiani, traducción (de 1907-1908) de Edmundo González Blanco (revisada por M. Parmeggiani). Málaga, Ágora, 1997. {ISBN 84-8160-066-0} (Incluye «Bosquejo de una historia de la teoría de lo ideal y de lo real» y «Fragmentos para la historia de la filosofía».)
- Parerga y paralipomena II. Preliminar de M. Parmeggiani, traducción (de 1907-1908) de Edmundo González Blanco (revisada por M. Parmeggiani). Málaga, Ágora, 1997. {ISBN 84-8160-067-9} (Incluye «Sobre la filosofía universitaria», «Especulación trascendental [sic] sobre la aparente intencionalidad en el destino del individuo», «Ensayo sobre la nigromancia [sic] y lo que con ella se relaciona». Este último título traduce el del 5º opúsculo del Tomo I.)
- Parerga y paralipomena III. Traducción (de 1899) de A. Zozaya (revisada por M. Parmeggiani). Málaga, Ágora, 1997. (Incluye «Aforismos sobre la sabiduría de la vida».) Los tomos previstos IV-VI de esta edición (donde debía presentarse una traducción completa del tomo II) no llegaron a publicarse.

### Literatura secundaria
- HÜBSCHER, Arthur: Denker gegen den Strom. Bonn, Bouvier Verlag, 1988 (4. Aufl.). {ISBN 3-416-00950-9}
- SAFRANSKI, Rüdiger: Schopenhauer y los años salvajes de la filosofía. Madrid, Alianza, 1991. {ISBN 84-206-2699-6} Sobre los Parerga, cf. pp. 450s (circunstancias de la edición del libro), 451ss (contexto cultural en Alemania en los años 1850), 455ss (razones del éxito de la obra).